# Victoire du réalisateur et/ou arrangeur
 (avril 2025).
Si vous disposez d'ouvrages ou d'articles de référence ou si vous connaissez des sites web de qualité traitant du thème abordé ici, merci de compléter l'article en donnant les références utiles à sa vérifiabilité et en les liant à la section « Notes et références ».
La Victoire du réalisateur et/ou arrangeur de l'année est une ancienne récompense musicale française décernée annuellement lors des Victoires de la musique de 1992 à 1994. Elle venait primer le meilleur réalisateur ou arrangeur selon les critères d'un collège de professionnels.

## Palmarès
- 1992 : Mick Lanaro pour Si ce soir... de Patrick Bruel et Sheller en solitaire de William Sheller
- 1993 : Michel Cœuriot et Laurent Voulzy pour Caché derrière de Laurent Voulzy
- 1994 : Dominique Blanc-Francard